# Uloboridae
Famille
Les Uloboridae sont une famille d'araignées aranéomorphes.

## Distribution

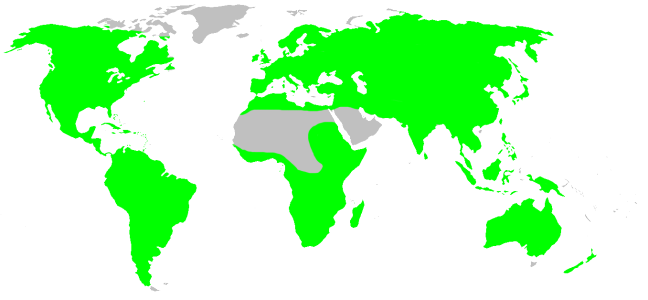
Distribution

Les espèces de cette famille se rencontrent sur presque toutes les terres émergées sauf dans les zones polaires.

## Description

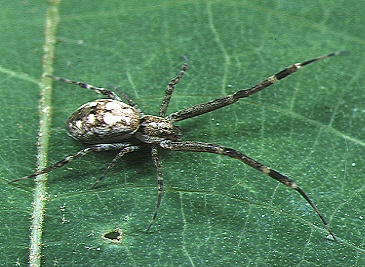
Octonoba yaeyamensis

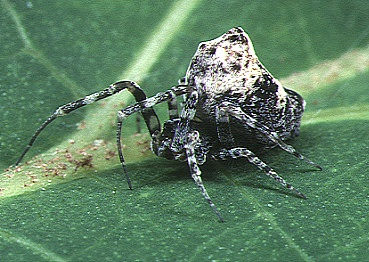
Philoponella prominens

Ce sont des araignées cribellates non-venimeuse. Elles sont hautement cryptiques : leurs pattes sont allongées et serrées les unes contre les autres, la couleur se confond avec des feuilles mortes, et elles peuvent s'immobiliser pendant des journées entières. 
La toile chez cette famille est dérivée du modèle orbitèle mais se réduit à un triangle à trois rayons. La toile peut être complète (chez Uloborus par exemple) ou segmentées (Hyptiotes), horizontale ou peu inclinée.

## Paléontologie
Cette famille est connue depuis le Jurassique.

## Liste des genres
Selon World Spider Catalog (version 26, 24/05/2025) :
- Anatoborus Milledge, 2025
- Ariston O. Pickard-Cambridge, 1896
- Astavakra Lehtinen, 1967
- Conifaber Opell, 1982
- Daramulunia Lehtinen, 1967
- Hyptiotes Walckenaer, 1837
- Lehtineniana Sherwood, 2022
- Lubinella Opell, 1984
- Miagrammopes O. Pickard-Cambridge, 1870
- Octonoba Opell, 1979
- Orinomana Strand, 1934
- Philoponella Mello-Leitão, 1917
- Polenecia Lehtinen, 1967
- Purumitra Lehtinen, 1967
- Siratoba Opell, 1979
- Sybota Simon, 1892
- Uaitemuri Santos & Gonzaga, 2017
- Uloborus Latreille, 1806
- Waitkera Opell, 1979
- Zosis Walckenaer, 1841

Selon World Spider Catalog (version 23.5, 2023) :
- † Bicalamistrum Wunderlich, 2015
- † Boavista Wunderlich, 2021
- † Burmasuccinus Wunderlich, 2018
- † Burmuloborus Wunderlich, 2008
- † Eomiagrammopes Wunderlich, 2004
- † Hyptiomopes Wunderlich, 2004
- † Jerseyuloborus Wunderlich, 2011
- † Kachin Wunderlich, 2017
- † Microuloborus Wunderlich, 2015
- † Ocululoborus Wunderlich, 2012
- † Opellianus Wunderlich, 2004
- † Palaeouloborus Selden, 1990
- † Paramiagrammopes Wunderlich, 2008
- † Planibulbus Wunderlich, 2018
- † Propterkachin Wunderlich, 2017
- † Pseudokachin Wunderlich, 2021
- † Spiniuloborus Wunderlich, 2021
- † Talbragaraneus Selden & Beattie, 2013
- † Ulobomopes Wunderlich, 2004

## Systématique et taxinomie
Cette famille a été décrite par Thorell en 1869 comme une sous-famille des Epeiridae.
Cette famille rassemble 284 espèces dans 20 genres actuels.

## Publication originale
- Thorell, 1869 : « On European spiders. Part I. Review of the European genera of spiders, preceded by some observations on zoological nomenclature. » Nova Acta regiae Societatis Scientiarum upsaliensis, sér. 3, vol. 7, p. 1-108 (texte intégral).